# Römerkessel
Römerkessel ist ein Gemeindeteil der Gemeinde Fuchstal im oberbayerischen Landkreis Landsberg am Lech.

## Geografie
Das Dorf liegt etwa drei Kilometer östlich von Asch auf einer Schotterterrasse des Lechs direkt an der Bundesstraße 17.

## Geschichte
Römerkessel wird erstmals 1478 als Ramenkessel erwähnt.
Nachdem der alte Gasthof 1573 von einem Hochwasser des Lech fortgerissen wurde, errichtet man den Nachfolgebau weiter westlich nahe der heutigen Bundesstraße 17.
Bis zur Säkularisation 1803 war Römerkessel Bestandteil der Hauptmannschaft Apfeldorf des Pfleggericht Rauhenlechsberg. Im Jahr 1752 wird der Gasthof erwähnt, er ist dem Kastenamt Rauhenlechsberg grundbar.

## Baudenkmäler
In dem Dorf befindet sich der denkmalgeschützte Landgasthof Römerkessel, ein Walmdachbau aus der zweiten Hälfte des 18. Jahrhunderts.
Die Gasthöfe am Römerkessel dienten seit dem Mittelalter Reisenden auf der Via Claudia als Raststation, so unter anderem auch Martin Luther.